# Ємільчинська селищна територіальна громада
Ємільчинська селищна громада — територіальна громада в Україні, у Звягельському районі Житомирської області. Адміністративний центр — селище Ємільчине.

## Загальна інформація
Площа території — 1 484,6 км², кількість населення — 22 058 осіб, з них: міське населення — 6 434, сільське — 15 624 (2020).
У 2018 році площа громади становила 1 111,7 км², кількість населення — 20 124 осіб.

## Населені пункти
До складу громади входять селище Ємільчине та 71 село: Адамове, Андрієвичі, Аполлонівка, Березники, Болярка, Брідок, Велика Глумча, Велика Цвіля, Великий Яблунець, Вільшанка, Вірівка, Володимирівка, Ганнівка, Горбове, Дібрівка, Забаро-Давидівка, Запруда, Заровенка, Здоровець, Зосимівка, Ілляшівка, Кам'яногірка, Королівка, Косяк, Кочичине, Красногірка, Кривотин, Куліші, Лебідь, Лісове, Лука, Льонівка, Малий Кривотин, Мала Глумча, Малий Яблунець, Малоглумчанка, Медведеве, Миколаївка, Мокляки, Нараївка, Непізнаничі, Нитине, Нові Серби, Омелуша, Осівка, Осова, Паранине, Підлуби, Покощеве, Полоничеве, Просіка, Рогівка, Руденька, Рудня-Іванівська, Рудня-Миколаївка, Садки, Серби, Середи, Сергіївка, Симони, Ситне, Спаське, Старий Хмерин, Старі Непізнаничі, Старі Серби, Степанівка, Тайки, Хутір-Мокляки, Червоний Бір, Чміль та Яменець.

## Історія
Громада утворена 29 березня 2017 року в складі Ємільчинського району, шляхом об'єднання Ємільчинської селищної та Андрієвицької, Березниківської, Великоглумчанської, Великояблунецької, Кочичинської, Кривотинської, Кулішівської, Малоглумчанської, Медведівської, Мокляківської, Осівської, Підлубівської, Сербівської, Сергіївської, Середівської, Симонівської, Степанівської, Тайківської сільських рад Ємільчинського району.
Відповідно до розпорядження Кабінету Міністрів України № 711-р від 12 червня 2020 року «Про визначення адміністративних центрів та затвердження територій територіальних громад Житомирської області», до складу громади були включені території Великоцвілянської, Миколаївської, Руднє-Іванівської сільських рад Ємільчинського району.
Відповідно до постанови Верховної Ради України № 807-IX від 17 липня 2020 року «Про утворення та ліквідацію районів», громада увійшла до складу новоствореного Новоград-Волинського району.

## Старостинські округи
Андрієвицький, Березниківський, Великоцвілянський, Великояблунецький, Кулішівський, Малоглумчанський, Миколаївський, Підлубівський, Руднє-Іванівський, Руденський, Середівський, Симонівський, Степанівський.